# Вацлав Замойський
Вацлав Ян Замойський (пол. Wacław Jan Zamoyski; бл. 1570 — до 27 травня 1651) — польський шляхтич, урядник, політичний діяч Корони Польської Речі Посполитої. Представник роду Замойських гербу Єліта.

## Життєпис
Народився близько 1570 року. Син Яна Замойського — дідича Пясків та його дружини Анни з Ґошковських (пол. Anna Gorzkowska). Посол різних сеймів Речі Посполитої 1607 року, а сейм 1618 року призначив його делегатом до равської кварти.
Уряди (посади): холмський хорунжий (принаймні в 1623 році), львівський каштелян (номінований 26 вересня 1633 року).
Володар Винників 1631–1650, які отримав від Ванька Струмила Лагодовського.
Помер до 27 травня 1651 року після 8 серпня 1650 року, коли востаннє у відомих документах фігурував як львівський каштелян. Його наступник Рафал Гроховський фігурує на посаді 1 червня 1651 року.

### Сім'я
Перед 1637 роком одружився із Зофією Пшонкою з Бабіна (пол. Zofia Pszonka z Bobina), дочкою кальвіністського діяча Якуба Пшонки гербу Яніна (1562—1622). Відомо, що у нього було троє дітей:
- Анна — дружина галицького каштеляна Александера Цетнера[13]
- Стефан (пом. 1682) — шляхтич, урядник Корони Польської Речі Посполитої, київський каштелян (1662 р.), володар Винників 1650—1682 рр.[13]
- Флоріан (1611—1638 р.[13]